# Tottori
Tottori (鳥取県 (Điểu Thủ Huyện) Tottori-ken) là một tỉnh nằm ở vùng Chūgoku trên đảo Honshū, Nhật Bản. Thủ phủ là thành phố Tottori. Đây là tỉnh có dân số ít nhất tại Nhật Bản.

## Hành chính

### Thành phố
| Tên               | Tên    | Diện tích (km2) | Dân số  | Bản đồ |
| Rōmaji            | Kanji  | Diện tích (km2) | Dân số  | Bản đồ |
| ----------------- | ------ | --------------- | ------- | ------ |
| Kurayoshi         | 倉吉市 | 272,06          | 48.558  |        |
| Sakaiminato       | 境港市 | 29,02           | 33.888  |        |
| Tottori (thủ phủ) | 鳥取市 | 765,31          | 192.912 |        |
| Yonago            | 米子市 | 132,42          | 148.720 |        |

### Làng và thị trấn
| Tên      | Tên      | Diện tích (km2) | Dân số | Huyện   | Loại đô thị | Bản đồ |
| Rōmaji   | Kanji    | Diện tích (km2) | Dân số | Huyện   | Loại đô thị | Bản đồ |
| -------- | -------- | --------------- | ------ | ------- | ----------- | ------ |
| Chizu    | 智頭町   | 224,61          | 7.031  | Yazu    | Thị trấn    |        |
| Daisen   | 大山町   | 189,83          | 16.357 | Saihaku | Thị trấn    |        |
| Hiezu    | 日吉津村 | 4,2             | 3.439  | Saihaku | Làng        |        |
| Hino     | 日野町   | 133,98          | 3.202  | Hino    | Thị trấn    |        |
| Hōki     | 伯耆町   | 139,44          | 11.071 | Saihaku | Thị trấn    |        |
| Hokuei   | 北栄町   | 56,94           | 14.718 | Tōhaku  | Thị trấn    |        |
| Iwami    | 岩美町   | 122,32          | 11.382 | Iwami   | Thị trấn    |        |
| Kōfu     | 江府町   | 124,52          | 2.950  | Hino    | Thị trấn    |        |
| Kotoura  | 琴浦町   | 139,97          | 17 219 | Tōhaku  | Thị trấn    |        |
| Misasa   | 三朝町   | 233,52          | 6.407  | Tōhaku  | Thị trấn    |        |
| Nanbu    | 南部町   | 114,03          | 10.888 | Saihaku | Thị trấn    |        |
| Nichinan | 日南町   | 340,96          | 4.665  | Hino    | Thị trấn    |        |
| Wakasa   | 若桜町   | 199,31          | 3.209  | Yazu    | Thị trấn    |        |
| Yazu     | 八頭町   | 206,71          | 16.985 | Yazu    | Thị trấn    |        |
| Yurihama | 湯梨浜町 | 77,94           | 16.837 | Tōhaku  | Thị trấn    |        |

## Địa lý
Trải dài từ Tây sang Đông, phía Bắc giáp với Biển Nhật Bản. Tottori là nơi có những đồi cát ven biển -đồi cát Tottori,(鳥取砂丘; tottori-sakyū) lớn nhất Nhật Bản.

## Kinh tế
Kinh tế tỉnh Tottori mạnh về nông nghiệp, hàng hóa của tỉnh được chuyên chở qua đường thủy tới các thành phố lớn. Một vài sản phẩm nổi tiếng là lê, rakkyo, hành tây, dưa hấu.

## Văn hóa
Lễ hội Shan-shan
Lễ hội Minato

## Giáo dục
Đại học Tottori

## Thể thao
Đội bóng đá Gainare Tottori (Yonago) hiện đang chơi ở giải J2 (3/2009)

## Du lịch
- Mizuki Shigeru Road
- Kaike Onsen
- Biển Koyama
- Núi Daisen
- Đồi cát Tottori